# بارگذاری
بارگذاری (به انگلیسی: Upload) در شبکه‌های رایانه‌ای به‌معنای فرستادن داده‌های الکترونیکی از یک رایانه (مانند یک رایانهٔ محلی) به به یک سامانهٔ دور مانند یک کارساز است تا این سامانه راه دور داده‌ها را در خود ذخیره کند . 

## بارگذاری فایل با استفاده از وبگاه
در این روش، معمولاً از تارنما یا پروتکل انتقال ابرمتن استفاده می‌شود. امنیت این روش بالاتر بوده بطوریکه امکان گشودن رمز یا مشاهده پیوندهای ارسال شده از منظر نظری صفر می‌باشد. تجربه نشان داده‌است که کاربران با نرم‌افزار‌های تحت ویندوز نسبت به نرم‌افزارهای تحت وب ارتباط راحت‌تری برقرار می‌کنند. در نتیجه روش اول، طبق آمار، همچنان استفاده‌کننده بیشتری دارد.

## بارگذاری راه دور
انتقال داده از یک سامانه دور به یکی دیگر که تحت بازرسی یک سامانه محلی صورت می‌گیرد، بارگذاری راه دور نام دارد.
بارگذاری راه دور توسط بعضی کارسازهای میزبانی پرونده استفاده می‌شود. این روش همچنین زمانی که رایانه محلی سرعت ارتباط پایینی با سامانه‌های دور دارد اما خود سامانه‌ها ارتباط پرسرعتی با هم دارند استفاده می‌شود. بدون استفاده از بارگذاری راه دور، داده‌ها می‌بایست ابتدا در یک میزبان محلی بارگذاری شده و سپس در کارساز میزبان پرونده دور بارگذاری گردد، که هر بار از این کارها با سرعت پایین صورت می‌گیرد.

## پی‌نوشت
1. ↑   Remote system
2. ↑   Server
3. ↑   Local system
4. ↑   Remote file hosting server